# Friedhelm Nieske

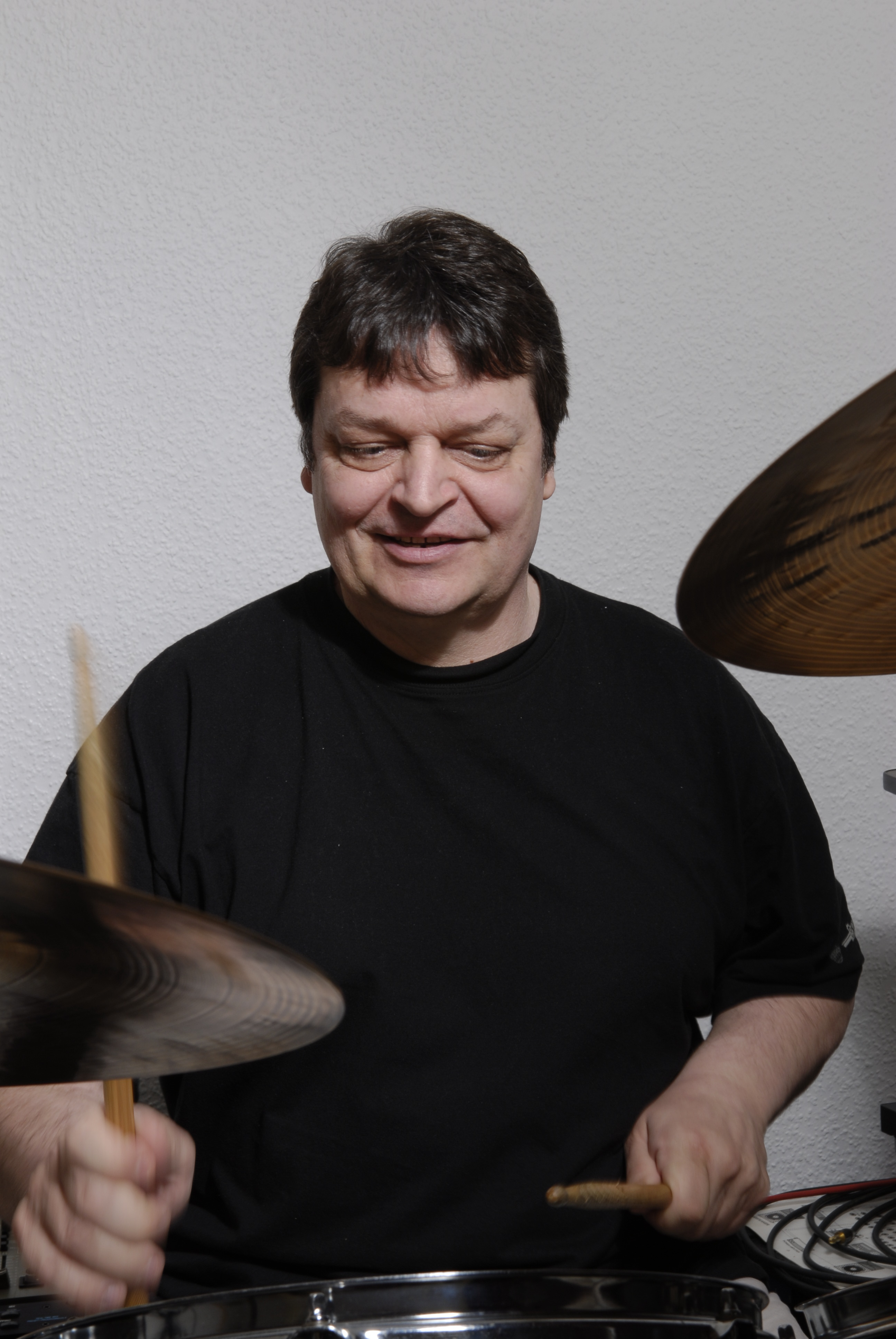
Friedhelm Nieske (2011)

Friedhelm Peter Nieske (* 18. Juni 1954 in Ketzin/Havel; † 29. April 2020 in Wesseling) war ein deutscher Schlagzeuger und Musikproduzent, welcher mit vielen national wie international bekannten Künstlern gearbeitet hat.

## Karriere
Nachdem er in seiner Jugend in einem Tambourcorps mit dem Trommeln angefangen und erste Banderfahrungen gesammelt hatte, stieg Nieske 1974 in die Band Clark Benson seines Freundes Hans-Günther Boddin (Gitarre) ein und ersetzte dort Wolfgang Hieronymi (später Satin Whale, Gänsehaut) am Schlagzeug. Zusammen mit Peter Wolff (Bass/Gesang) und Ulrich Henß (Keyboard, später ersetzt durch Heinz-Gerd Kühnen) feierte er seine ersten musikalischen Erfolge. Dazu zählten auch Auftritte im Bonner Hofgarten sowie auf der Loreley, mit mehreren zehntausend Zuschauern bei Großdemos und Festivals. Die Band zerbrach allerdings kurz vor dem Abschluss eines Plattenvertrags.
1979 spielte er zusammen mit Brian Williams (Gitarre/Gesang), den er vorher schon in der Gruppe NEON kennengelernt hatte, in der Band Rotor. Weitere Mitglieder waren u. a. Harri Bauer (Bass), Heinrich Bellinghausen (Keyboard) und der heutige Gitarrist von Brings, Harry Alfter. Die Formation konnte sich im Raum Bonn und darüber hinaus einen Namen machen. Nach dem Wegfall von Brian Williams, machte Nieske zusammen mit den anderen Mitgliedern von Rotor weiterhin Musik, nun unter dem Namen Grain. Mit Harry Alfter und Heinrich Bellinghausen, wirkte Friedhelm Nieske 1983, unter dem Pseudonym „Friedhelm Und“, auch bei der Produktion des Albums Zäh und & Krank der Gruppe Einfach und Geschmacklos mit. Vornehmlich geprägt durch die teils sehr kontroversen und politischen Texte des Sängers, Martin „Osti“ Osteroth, war dieses Album bei vielen Leuten beliebt. Der große kommerzielle Erfolg blieb aber trotz bekannter Gastmusiker wie dem 2015 verstorbenen Gitarristen Rocco Klein (Bröselmaschine, Klaus Lage Band, Birth Control), aus.
Friedhelm Nieske entschloss sich im darauffolgenden Jahr, mit Mysterious Party intensiver zu arbeiten und wurde so nie ein vollständiges Mitglied bei Einfach & Geschmacklos. Mysterious Party (Liliane Schafiya, Gesang/Martin Witberg, Keyboard/Claudio Chariarse, Gitarre/Acki Königs, Bass/Ide Lüdige, Gitarre, Gesang, Keyboard und Geige) tourte in den nächsten zwei Jahren durch ganz Deutschland. Aufgrund zeitlicher Probleme und des Drucks, neben dem Touren noch normal arbeiten gehen zu müssen, brach die Band auseinander, wodurch Nieske einige Zeit später in der John Suess Band einstieg. Die Gruppe konnte sich durch einzigartige Interpretationen bekannter Songs von Jimi Hendrix, Jefferson Airplane und vielen anderen im regionalen-Bereich durchsetzen und einige Auftritte, bis hin zu einem 60-minütigen Special bei Radio Bonn Rhein-Sieg, sichern. Neben dem Sänger, Gitarristen und Namensgeber John Suess, wirkten noch Gerd Sauerborn (Gitarre), Michael Klein (Keyboard) und Peter Wolff (Bass), mit dem Nieske bereits in den 1970er Jahren bei Clark Benson gespielt hatte, mit. Durch viele private Schwierigkeiten, auch bei Friedhelm Nieske selber, löste sich die Formation 1992 nach drei Jahren auf.
Nach einigen kleineren Projekten und dem Versuch Clark Benson neu aufleben zu lassen, gründete Friedhelm Nieske zusammen mit Ivo Breitsameter (Gitarre), Harry Hartmann (Bass/Gesang) und Konstantin Pannasch (Gitarre) 2008 das Progressive Rock Projekt HAL's Voice. Drei Jahre und einige personelle Umstrukturierungen später, erschien das Debütalbum Monolith. Bernhard Marx (Keyboard/Gesang), Isak Peñalver (Gitarre) und Harry Hartmann, welche bei der Produktion dieser CD noch mitgewirkt haben, verfolgen inzwischen eigene Projekte. Das zweite Album, The Upcycling ist im September des Jahres 2016 erscheinen. Friedhelm Nieske arbeitete dabei mit vielen Musikern zusammen, welche auch länderübergreifend bekannt sind. Dazu zählen Gitarristen wie Lars Schurse, Michael Meranke, oder Nick May, der u. a. Mitglied bei The Enid war (heute Whimwise), Bassisten wie Christoph Herder (u. a. Mrs. Greenbird) und Vokalisten wie Matin „Angry Teng“ Wasiri.

## Privates
Geboren wurde Friedhelm Nieske 1954 in Ketzin/Havel in der DDR. Aufgrund der politischen Lage entschloss sich seine Familie 1960 in den Westen zu fliehen. Nach einigen Jahren zogen sie nach Bonn, wo er, seine Mutter und seine zwei Brüder weiterhin lebten.
Im Jahr 2000 musste er sich einer siebenstündigen Operation unterziehen, in der er nicht nur einen fünffach Bypass am Herz bekam, sondern auch die Halsschlagader an der rechten Seite neu aufgebaut wurde.
Er war geschieden und hatte einen Sohn (* 1990), der an einer seltenen Form von spinaler Muskelatrophie leidet, um den er sich kümmerte und ihn zuhause pflegte.
Am 19. März 2020, während Renovierungsarbeiten an seinem Haus, erlitt er einen schweren Herzinfarkt, von dem er sich nicht mehr erholte. Am 29. April 2020 verstarb Nieske im Dreifaltigkeitskrankenhaus in Wesseling. Er wurde auf dem Friedhof am Heiderhof beigesetzt.

## Diskografie

### Alben
- 1983: Zäh & Krank mit Einfach und Geschmacklos
- 2011: Monolith mit HAL's Voice
- 2016: The Upcycling mit HAL's Voice

### EPs
- 1977: Between Dark and Sunset mit Clark Benson
- 1980: ROTOR mit Rotor
- 2004: From the Other Planet mit LANDED

### Singles
- 1983: Der Glasmensch mit LiebesLeben
- 2011: Family Reunion (Incl. Transcendent Wanderers) mit HAL's Voice